# Fusil Henry
El Henry es un fusil de palanca de repetición, alimentado mediante un depósito tubular.

## Historia
El fusil Henry original era un fusil de palanca diseñado a finales de la década de 1860 por Benjamin Tyler Henry, que disparaba cartuchos  de percusión anular .44 Henry; era una versión mejorada de los primigenios fusiles y carabinas de repetición Smith-Jennings y  Volcanic. El Henry empleaba cartuchos de percusión anular con casquillos de cobre (más tarde de latón) que montaban una bala de 14 g  (216 granos) y tenían una carga propulsora de 1,6 g (25 granos) de pólvora. Se fabricaron 900 fusiles entre junio y octubre de 1862; para 1864, la producción había alcanzado las 290 unidades al mes. Cuando su producción cesó en 1866, se habían fabricado aproximadamente 14.000 unidades. 

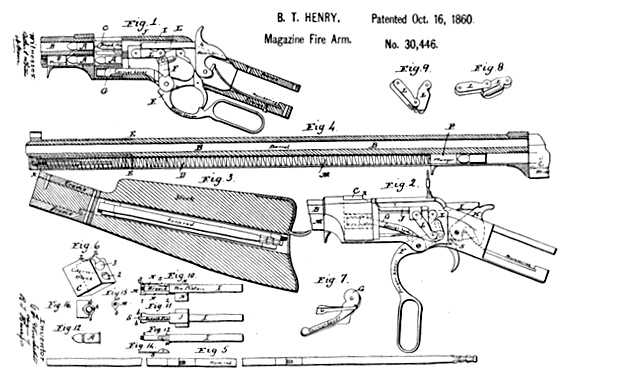
Esquema de la patente del fusil Henry.

Para un soldado de la Guerra de Secesión, el poseer un fusil Henry era motivo de orgullo. Aunque nunca fue adoptado oficialmente por el Ejército de la Unión, varios soldados compraron fusiles Henry con sus propios medios. Los fusiles con cajón de mecanismos de latón podían disparar 28 balas por minuto si eran correctamente empleados, por lo cual los soldados que ahorraban su paga para comprar uno creían que podría ayudarlos a sobrevivir. Estos eran frecuentemente empleados por exploradores, avanzadillas y unidades de asalto en lugar de formaciones regulares de infantería. Para los asombrados soldados confederados armados con fusiles de avancarga que se enfrentaron a este letal "dieciséis tiros", solamente era "ese maldito fusil yankee que lo cargan el domingo y dispara toda la semana". Las tropas confederadas emplearon en forma limitada muy pocos fusiles Henry capturados. Como a aquellas pocas tropas confederadas que obtuvieron uno de estos fusiles les era difícil reabastecerse con la munición especial que empleaba, su amplio uso por parte de las fuerzas confederadas fue muy poco práctico. Sin embargo, se sabe que el fusil fue al menos empleado en parte por unas quince unidades confederadas distintas. Entre estas figuraban unidades de caballería de Luisiana, Texas y Virginia, al igual que los guardaespaldas del presidente confederado Jefferson Davis.
A pesar de que nunca fue suministrado a gran escala, el fusil Henry demostró su ventaja de disparo rápido a corta distancia varias veces durante la Guerra de Secesión y posteriormente durante las Guerras Indias. Los ejemplos incluyen las victorias de dos regimientos de la Unión armados con fusiles Henry contra grandes ataques confederados en la Batalla de Franklin y la exitosa defensa de pequeños destacamientos del Ejército de los Estados Unidos contra grandes contingentes sioux en la escaramuza del círculo de carromatos y la escaramuza de Hayfield durante la guerra de Nube Roja, al igual que en la aniquilación del 7° de Caballería a manos de indígenas sioux y cheyenne armados con fusiles Henry en la batalla de Little Big Horn.
El arma también fue usada en la Segunda intervención francesa en México, después de 1865, el gobierno estadounidense, apoyando al gobierno republicano de Benito Juárez, envió entre 3.000 a 4.000 fusiles Henry a los mexicanos que combatian contra el ejército francés (que estaba armado en su mayoría con el fusil Minié de avancarga), dándoles una considerable ventaja,  causando grandes bajas a los franceses, como en la Batalla de Bagdad.
Fabricado por la New Haven Arms Company, el fusil Henry evolucionó en el famoso fusil de palanca Winchester Modelo 1866. Con la introducción del nuevo Modelo 1866, la New Haven Arms Company fue rebautizada como la Winchester Repeating Arms Company.

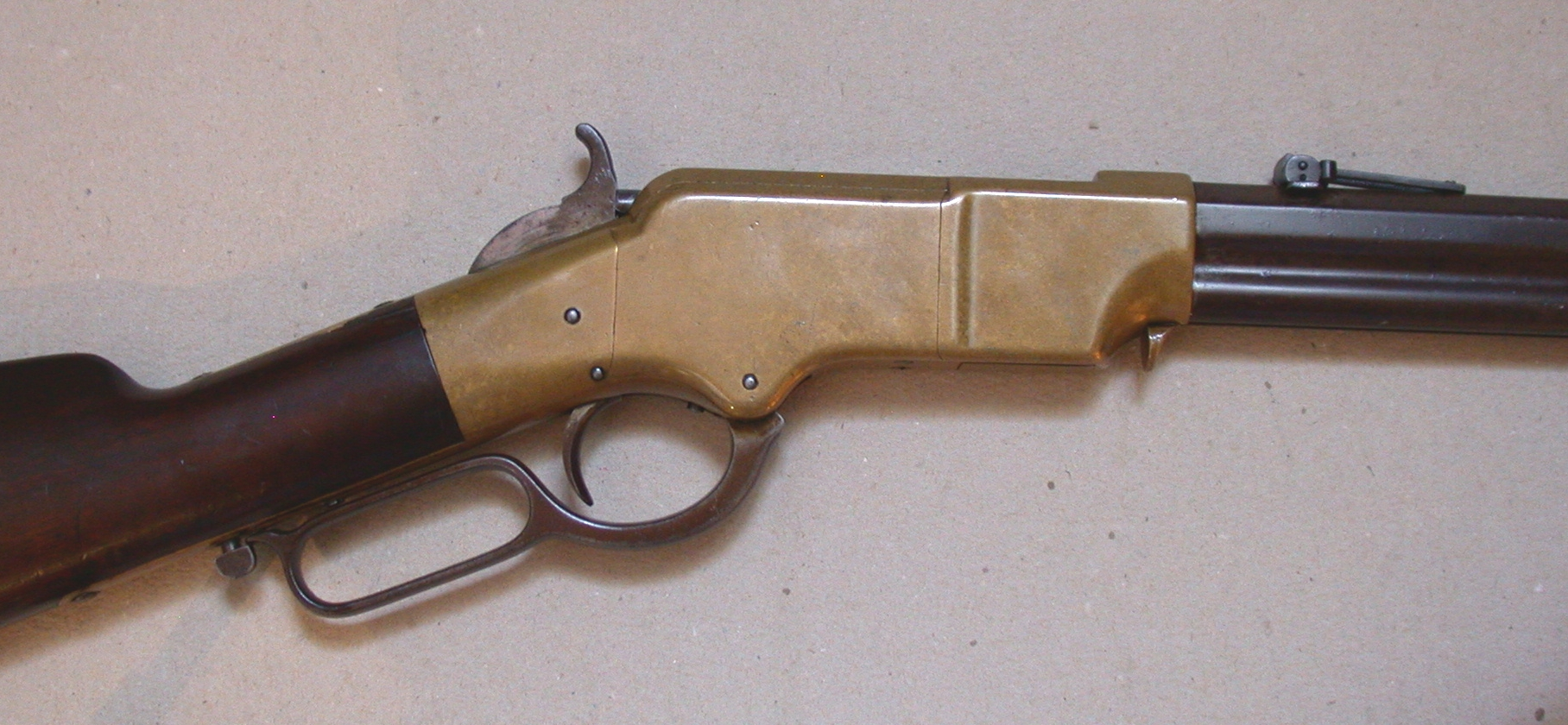
Cajón de mecanismos de un fusil Henry.

## Mecanismo

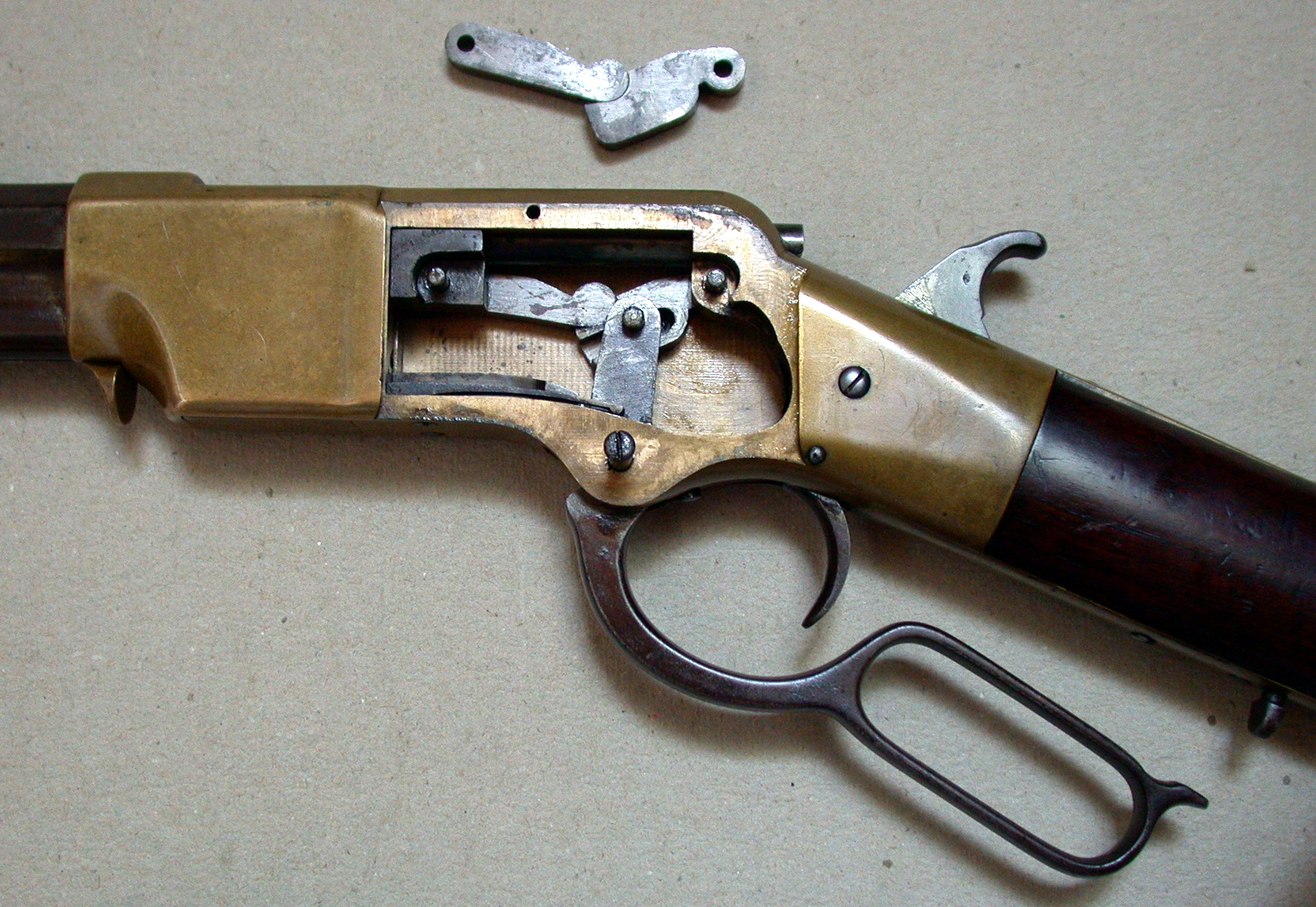
Detalle del cerrojo articulado y la palanca de un fusil Henry.

El fusil Henry disparaba un cartucho de calibre 11 mm (.44) con una carga propulsora de 1,7-1,8 g (26-28 granos) de pólvora negra. Esto le otorgaba una menor velocidad de boca y energía que otros fusiles de repetición de la época, como el Spencer. Al llevar hacia abajo la palanca, la acción extraía el casquillo disparado de la recámara, lo eyectaba y armaba el martillo. Un resorte situado en el depósito empujaba el siguiente cartucho hacia la acción y lo situaba ante la boca de la recámara; al regresar la palanca a su posición inicial se cargaba el cartucho, se cerraba el cerrojo y el fusil estaba listo para disparar. Por su diseño, este fusil no era un arma muy segura. Cuando no era empleado, un fusil Henry podía llevar el martillo armado o el percutor en contacto con la pestaña del cartucho. En el primer caso, el fusil estaba listo para disparar debido a que no tenía seguro. En el segundo, un golpe fuerte sobre el martillo podía producir el disparo del cartucho.

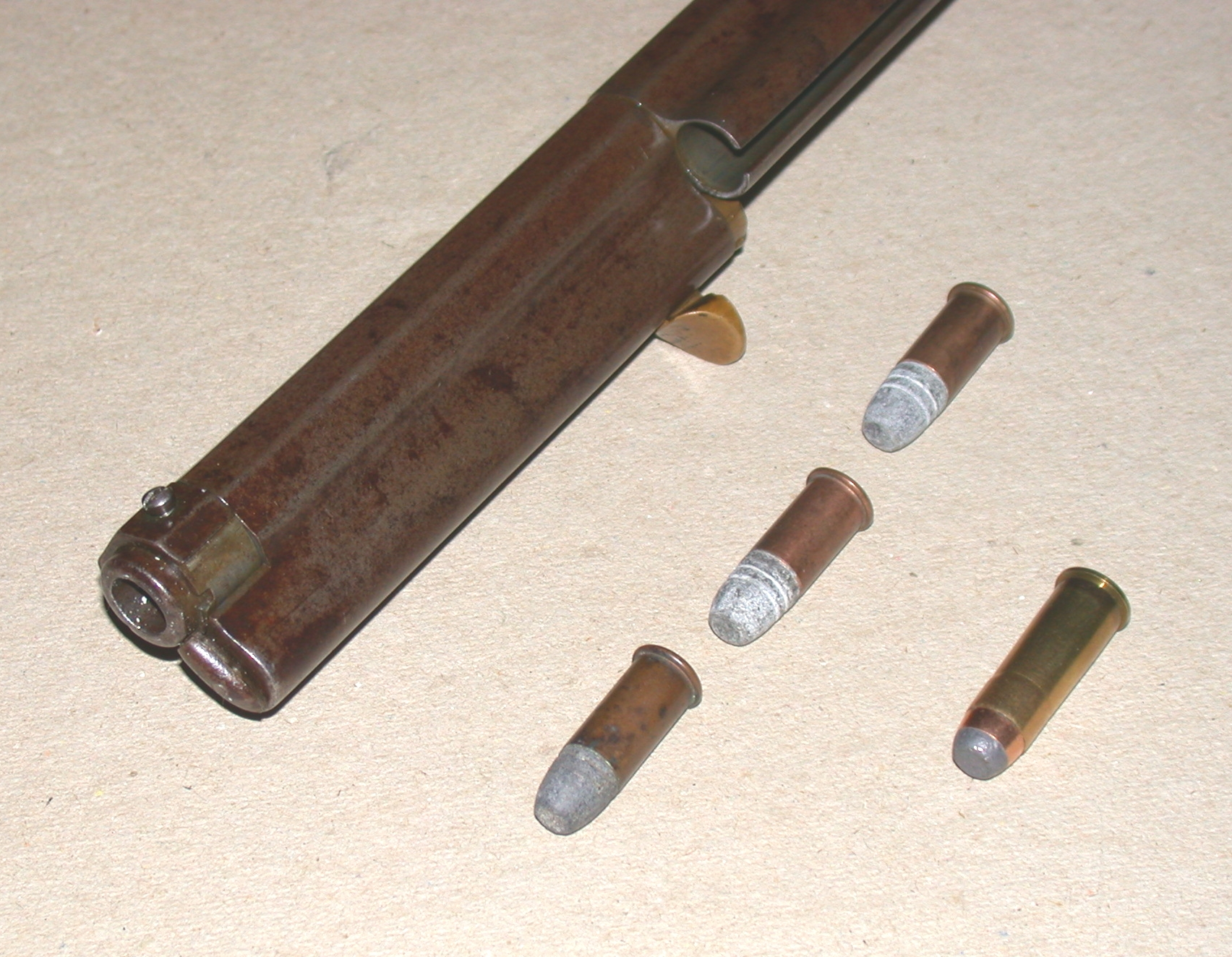
Manga de carga abierta y tres cartuchos Henry, junto a un cartucho .44 WCF.

## Producción actual

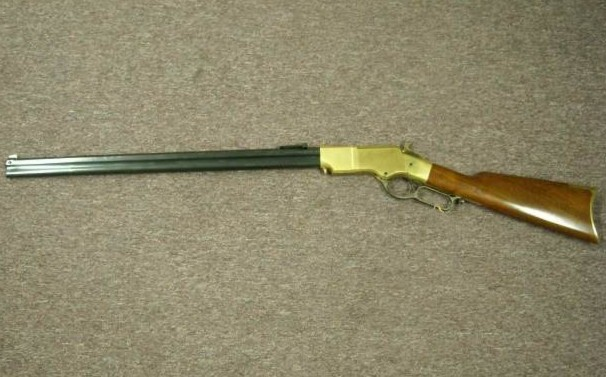
Una réplica moderna del fusil Henry.

En 1973, Louis Imperato compró la empresa fabricante de armas de Iver Johnson y empezó a producir versiones comerciales de la carabina M1. En 1993, Imperato instaló una fábrica en su natal Brooklyn para fabricar fusiles calibre .22 bajo el nombre nuevamente recreado de Henry Repeating Arms Company, que actualmente son fabricados en Brooklyn, Nueva York. La actual compañía, que no debe confundirse con la que fabricó los fusiles Henry originales, no produce el arma de la época de la Guerra de Secesión descrita en este artículo. Produce fusiles de palanca que son más parecidos a los modelos Marlin posteriores. 
La firma italiana A. Uberti produce una copia casi exacta del fusil Henry Modelo 1860, aunque no está disponible para emplear cartuchos de percusión anular .44 Henry. En su lugar, está calibrada para cartuchos de percusión central como el .44-40 Winchester y el .45 Colt. Estas réplicas son distribuidas a través de la empresa Navy Arms Company. Los fusiles son populares entre los recreadores históricos de la Guerra de Secesión, al igual que entre los tiradores prácticos de la N-SSA.

## Aparición en películas
En varias películas western (como Mayor Dundee, de Sam Peckinpah) y series de televisión se pueden observar frecuentemente diversos fusiles Winchester, usualmente Modelo 92, pero a veces también Modelo 73 y 94, a los cuales se les ha retirado el guardamano y son mencionados como "fusiles Henry". Esta modificación es habitualmente conocida por los coleccionistas de armas como "Henry de Hollywood". Se puede ver uno de estos fusiles modificados siendo empleado por Gregory Peck en la película La luna que acecha. En algunos acercamientos durante la película, se observa claramente la portilla de recarga Winchester, la cual no existe en un fusil Henry.
En la película SILVERADO aparecen dos Herry 74  a manos de Danny Glover 